# Richard Lawrence Taylor
Richard Lawrence Taylor (Cambridge, 19 maggio 1962) è un matematico inglese, che ha dato importanti contributi alla teoria dei numeri.

## Biografia
Ha ricevuto il Ph.D. dall'Università di Princeton nel 1988 con una dissertazione dal titolo On congruences between modular forms.  
Ex allievo ricercatore di Andrew Wiles, nel 1993 è ritornato all'Università di Princeton per aiutare il supervisore del suo dottorato a completare la dimostrazione dell'ultimo teorema di Fermat. Uno dei due articoli che contengono la dimostrazione pubblicata è un lavoro congiunto di Taylor e di Wiles.
Egli inoltre ha collaborato al completamento della dimostrazione della congettura di Taniyama-Shimura. Dal 1995 al 1996 ha ricoperto la Savilian Chair of Geometry all'Università di Oxford.

## Riconoscimenti
- Nel 2002 ha ricevuto il Premio Cole della American Mathematical Society.
- Nel 2007 gli è stato assegnato, assieme a Robert Langlands, il Shaw Prize in Mathematical Sciences [1].